# Universität der Ägäis
Die Universität der Ägäis (griechisch Πανεπιστήμιο Αιγαίου Panepistimio Egeou) ist eine staatliche griechische Universität auf den Ägäischen Inseln mit ca. 10.000 Studenten. Sitz  ist Mytilini auf der Insel Lesbos.
Die Gründung erfolgte 1984. Sie ist in fünf Fakultäten (scholes σχολές) gegliedert, welche sich alle auf unterschiedlichen Inseln befinden. Die Standorte der Fakultäten sind wie folgt:
- Sozialwissenschaftliche Fakultät in Mytilini, Insel Lesbos
  - Fachbereich Ethnologie und Geschichte
  - Fachbereich Geographie
  - Fachbereich Soziologie
  - Fachbereich Kulturtechnologie und Kommunikation
- Umweltwissenschaftliche Fakultät in Mytilini, Insel Lesbos
  - Fachbereich Umweltnaturwissenschaften
  - Fachbereich Ozeanografie
- Wirtschaftswissenschaftliche Fakultät in Chios, Insel Chios
  - Fachbereich Verwaltungswirtschaft
  - Fachbereich Schifffahrt, Handel und Transport
  - Fachbereich Finanzwirtschaft und Finanztechnik
- Naturwissenschaftliche Fakultät in Karlovasi, Insel Samos
  - Fachbereich Mathematik
  - Fachbereich Informations- und Telekommunikationstechnik
  - Fachbereich Statistik und Versicherungsmathematik
- Humanwissenschaftliche Fakultät in Rhodos, Insel Rhodos
  - Fachbereich Grundschulpädagogik
  - Fachbereich Frühpädagogik und Erziehungs-Design
  - Fachbereich Mediterrane Studien
- Unabhängige Fakultät von Syros in Ermoupolis, Insel Syros
  - Fachbereich Produktdesign und Systems Design Engineering